# Pieter Uijlenbroek
Pieter Johannes Uijlenbroek ook: Pieter Johannes Uylenbroek (Amsterdam, 25 november 1797 - Leiden, 11 december 1844) was een Nederlandse sterrenkundige, natuurkundige en wiskundige. Hij was directeur van de Sterrewacht Leiden.

## Leven
Hij was de zoon van de boekhandelaar en dichter Pieter Johannes Uylenbroek (1748 - 1808) en diens tweede vrouw Cornelia Maria Janszen (~1760 - 1801).  Hij werd na de dood van zijn ouders opgenomen het Instituut voor Talen, Kunsten en Wetenschappen van admiraal Jan Hendrik van Kinsbergen in Elburg. In 1814 ging hij naar het Athenaeum Illustre in Amsterdam waar hij eerst theologie studeerde bij Joannes Willmet. Door Jean Henri van Swinden raakte hij geïnteresseerd in de natuurwetenschappen. In 1818 vertrok hij naar de Universiteit Leiden waar hij in 1820 bekend werd door de beantwoording van een prijsvraag over hydrostatica. Naast natuurwetenschappen studeerde Uijlenbroek de Arabische taal bij Hendrik Arent Hamaker.
Uijlenbroek werd op 13 mei 1822 per koninklijk besluit benoemd tot lector in de wis- en natuurkunde met als leeropdracht astronomie. Op 14 juni 1822 promoveerde hij bij Jean Henri van Swinden op een proefschrift met de titel Specimen Geographico-Historicum exhebens Dissertationem de Ibn Haakalo Geographo, nec non Descriptionem Iraeae Persicae, cum ex eo Scriptore tum ex aliis Mss. Arabicis Bibl. L.B. petitam. Na het overlijden van Cornelis Ekama (directeur van de Sterrewacht Leiden) in 1826 werd hij benoemd tot buitengewoon hoogleraar met als leeropdracht astronomie en natuurkunde. In 1833 publiceerde hij twee boeken over de wiskundige en filosofische manuscripten van Christiaan Huygens in de Universiteitsbibliotheek Leiden met de titel Christiani Hugenii aliorumque seculi XVII. virorum celebrium Exercitationes mathematicae et philosophicae ex Manuscriptis in Bibliotheca Academiae Lugduno-Batavae servatis edidit P.J.U. Hagae Comit. ex Typogr. Regia.. Op 7 september werd hij ten slotte benoemd tot gewoon hoogleraar.
In 1835 ontving Frederik Kaiser, assistent op de Sterrewacht een eredoctoraat bij Uijlenbroek. Terwijl Uijlenbroek zich bezig hield met theoretische sterrenkunde, beoefende Kaiser praktische sterrenkunde en zou hem opvolgen als directeur van de Sterrewacht. In 1837-1838 was Pieter Uijlenbroek rector magnificus van de Universiteit Leiden, waar hij een rede hield over Constantijn Huygens (de Fratritus Christiano atque Constantino Hugenio, artis dioptricae cultoribus). In 1838 maakte hij met Antoine Lipkens en Rehuel Lobatto deel uit van een
Nederlandse commissie in Parijs om standaarden van lengte- (el) en gewichtsmaten (Nederlands pond) te controleren.
Ook werd een kopie van de platina meter verkregen. Op 19 december 1829 werd Uijlenbroek corresponderend lid en op 20 juli 1833 gewoon lid van de Koninklijke Nederlandse Akademie van Wetenschappen. Tevens werd hij in 1840 benoemd tot Ridder in de Orde van de Nederlandse Leeuw.
Uijlenbroek trouwde in 1823 met Pauline Maria Sanderus (1797–1864). Zij kregen zes kinderen waarvan er drie volwassen werden: Georg Uylenbroek (1825–1877), Paulina Maria Uylenbroek (1829-1891) en Pieter Johannes Uylenbroek (1824-1863).